# Synclerostola edmondsii
Synclerostola edmondsii là một loài bướm đêm trong họ Noctuidae.